# Mina Pirquitas
Mina Pirquitas est une ville argentine, située au nord-ouest de la province de Jujuy, dans le département de Rinconada, à 355 km de la capitale de Jujuy. Elle est située dans la région de la Puna et peut être atteint depuis la ville d'Abra Pampa par les routes provinciales RP7 et RP70 (138 km) ou en suivant la route de Susques, en passant par Coranzulí, et en tournant au carrefour Rachaite vers Coyaguayma. L'histoire de cette localité est étroitement liée à la découverte et à l'exploitation d'un ancien gisement minier, dont l'objectif initial était l'extraction de l'étain. La population, selon le recensement de 2010, était de 672 habitants.
En raison de son altitude de 4 078 mètres, l'actuel Nuevo Pirquitas est l'une des villes les plus élevées d'Argentine, sans grande différence avec Olacapato, considérée comme la ville la plus haute du pays.
Silver Standard Resources, par l'intermédiaire de sa filiale Mina Pirquitas Inc. (mine à ciel ouvert), exploite le gisement depuis 2009 et en extrait du minerai d'argent et de zinc. La plupart de la main-d'œuvre est directement ou indirectement liée à la société minière. En plus de l'activité minière, la Commission municipale, en collaboration avec le gouvernement provincial et les relations communautaires de Mina Pirquitas Inc. réalisent des projets productifs tels que la culture du quinoa et la tonte de la vigogne. Ces projets durables visent à renforcer l'économie locale et à créer et consolider de bonnes relations avec la communauté.